# 埃克托
埃克托（法語：Ecquetot，法語發音：[ɛkto]）是法国厄尔省的一个市镇，属于埃夫勒区。

## 地理
埃克托（49°10'8"N, 1°0'39"E）面积5.74 平方千米，位于法国诺曼底大区厄尔省，该省份为法国北部内陆省份，北起滨海塞纳省，西接奧恩省和卡爾瓦多斯省，南至厄尔-卢瓦省，东临瓦兹省、瓦兹河谷省和伊夫林省。
与埃克托接壤的市镇（或旧市镇、城区）包括：塞斯维尔、克里克伯夫-拉康帕涅、多伯夫拉康帕涅、圣奥班代克罗斯维尔、维莱特、沃农。

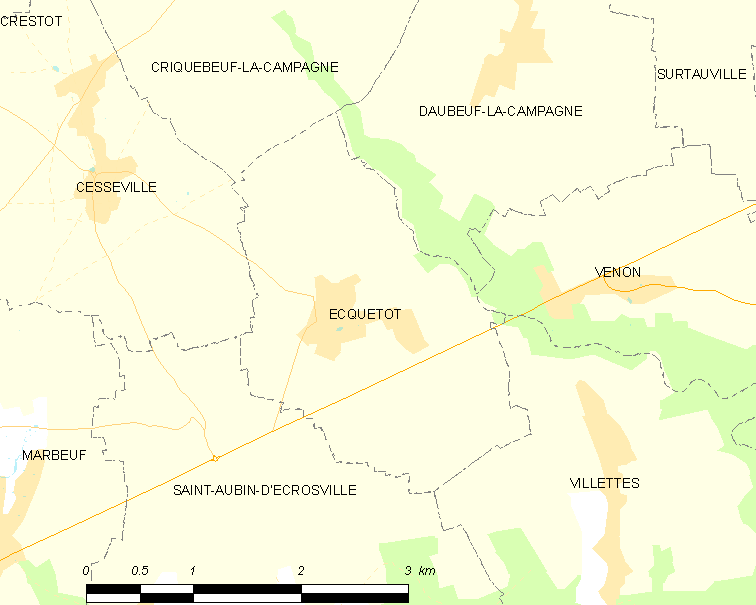
埃克托的OSM定位图

埃克托的时区为UTC+01:00、UTC+02:00（夏令时）。

## 行政
埃克托的邮政编码为27110，INSEE市镇编码为27215。

## 政治
埃克托所属的省级选区为勒讷堡县。

## 人口

1962-2008年间埃克托人口变化图示

埃克托于2022年1月1日时的人口数量为388人。